# Benito Floro
Benito Floro Sanz (Gijón, España 2 de junio de 1952) es un entrenador de fútbol español.

## Trayectoria
Buena parte de su juventud transcurrió en Manzanares (Ciudad Real), donde inició su breve etapa como futbolista. Comenzó su carrera como entrenador cuando contaba con veintiséis años de edad, en 1978, dirigiendo al Silla C. F. En 1980 pasó a entrenar al Torrent C. F., con quien consiguió dos ascensos consecutivos en 1981 y 1982; llevó al equipo desde Primera Regional hasta la Tercera División. En la temporada 1983-84 ocupó el banquillo del C. D. Denia donde logró, de nuevo, ascender a Tercera División. Tras un paso por el C. F. Gandia en la 1984-85, cosechó una nueva promoción de categoría en la campaña 1985-86, esta vez colocando a la U. D. Alzira en Segunda División B, tras lograr el campeonato del grupo 6 de Tercera. A continuación, dirigió al Ontinyent C. F., al C. D. Olímpic y al Villarreal C. F., hasta que recaló en el Albacete Balompié.
En su primera temporada al frente del club manchego, la 1989-90, consiguió el ascenso a Segunda División y, en la siguiente, lo llevó por primera vez en su historia a la máxima categoría del fútbol español. Ya en Primera División, en la campaña 1991-92, dejó al Albacete en la séptima posición, quedándose a un solo punto de clasificarse para disputar la Copa de la UEFA. En julio de 1992 fue contratado por el Real Madrid C. F. de Ramón Mendoza, donde pasó casi dos años —fue cesado en marzo de 1994— en los que conquistó una Copa del Rey, una Supercopa de España y un subcampeonato de Liga, tras ceder el liderato al F. C. Barcelona en la última jornada de la temporada 1992-93.
El 8 de septiembre de 1994 se anunció su regreso al banquillo del Albacete, tras la dimisión de Luis Suárez. Dirigió al conjunto manchego durante un año y medio, hasta que renunció al cargo en marzo de 1996 debido a la mala racha de resultados que atravesaba. Para la temporada 1996-97 fue contratado por el Real Sporting de Gijón, aunque no llegó a concluirla y fue relevado en abril de 1997 por Miguel Montes después de una derrota ante el Athletic Club por 4-0. Posteriormente, se trasladó a Japón para entrenar al Vissel Kobe entre los meses de enero y septiembre de 1998, momento en que su contrato con la entidad fue rescindido. Su siguiente equipo fue el C. F. Monterrey de México, a quien consiguió clasificar para disputar la liguilla final en el Torneo de Verano 2001, algo que no conseguían desde 1996.
En la temporada 2002-03 se confirmó su retorno al Villarreal catorce años después. Se proclamó campeón de la Copa Intertoto en el año 2003, tras vencer en la final al SC Heerenveen. Gracias a este triunfo, el club castellonense se clasificó por primera vez en su historia para disputar la Copa de la UEFA. Presentó su dimisión en febrero de 2004 alegando una falta de implicación de varios jugadores de la plantilla; dejó al Villarreal en la octava posición, a un punto de los puestos que daban acceso a las competiciones europeas, y en la ronda de cuartos de final de la UEFA.
En la campaña 2004-05 firmó como técnico del R. C. D. Mallorca, aunque sólo estuvo durante ocho jornadas al frente del equipo en las que cosechó una victoria, dos empates y cinco derrotas. A finales del año 2005 fue nombrado director deportivo del Real Madrid, cargo que ocupó durante los últimos meses de la primera etapa de Florentino Pérez en la presidencia del club pero, debido a la dimisión de éste, decidió dejar su lugar a los futuros elegidos en las elecciones. En agosto de 2008, trabajó como comentarista en el canal de televisión Telecinco durante la retransmisión de la Supercopa de España.
Regresó a los banquillos a comienzos de 2009, cuando se comprometió con el Barcelona S. C., de la ciudad ecuatoriana de Guayaquil, para las dos siguientes temporadas. Sin embargo, sus resultados al frente del equipo —cinco victorias, cinco empates y siete derrotas— pusieron fin a su trayectoria a mediados del mismo año. En enero de 2012, firmó por una campaña y media con el Wydad de Casablanca, de la Liga marroquí. No obstante, el 20 de septiembre fue destituido del cargo.
El 5 de julio de 2013 fue anunciado oficialmente como entrenador de la selección canadiense, cargo que ocupó hasta septiembre de 2016. El 23 de diciembre de 2016 fue contratado para dirigir a la Liga Deportiva Alajuelense de la Primera División de Costa Rica, del que se desvinculó el 21 de agosto de 2017.
Actualmente está retirado de la vida profesional y social. Se habla de que es posible que padezca Alzheimer, aunque la familia no quiere hablar al respecto.

## Clubes
| Club                       | País       | Año       |
| -------------------------- | ---------- | --------- |
| Silla C. F.                | España     | 1978-1980 |
| Torrente C. F.             | España     | 1980-1983 |
| C. D. Denia                | España     | 1983-1984 |
| C. F. Gandía               | España     | 1984-1985 |
| U. D. Alcira               | España     | 1985-1986 |
| Onteniente C. F.           | España     | 1986-1987 |
| C. D. Olímpic              | España     | 1987-1988 |
| Villarreal C. F.           | España     | 1988-1989 |
| Albacete Balompié          | España     | 1989-1992 |
| Real Madrid C. F.          | España     | 1992-1994 |
| Albacete Balompié          | España     | 1994-1996 |
| Real Sporting de Gijón     | España     | 1996-1997 |
| Vissel Kobe                | Japón      | 1998      |
| C. F. Monterrey            | México     | 1999-2001 |
| Villarreal C. F.           | España     | 2002-2004 |
| R. C. D. Mallorca          | España     | 2004      |
| Barcelona S. C.            | Ecuador    | 2009      |
| Wydad Casablanca           | Marruecos  | 2012      |
| Selección canadiense       | Canadá     | 2013-2016 |
| Liga Deportiva Alajuelense | Costa Rica | 2016-2017 |

## Palmarés

### Campeonatos nacionales
| Título              | Club              | País   | Año  |
| ------------------- | ----------------- | ------ | ---- |
| Copa del Rey        | Real Madrid C. F. | España | 1993 |
| Supercopa de España | Real Madrid C. F. | España | 1993 |

### Copas internacionales
| Título              | Club             | Sede                    | Año  |
| ------------------- | ---------------- | ----------------------- | ---- |
| Copa Iberoamericana | Real Madrid      | Madrid y Buenos Aires   | 1994 |
| Copa Intertoto      | Villarreal C. F. | Heerenveen y Villarreal | 2003 |

## Filmografía
- Reportaje de Canal+ (02/03/2015), «Fiebre Maldini: 'La “charla” de Floro en Lérida'» en Plus.es.